# Plano (cinema)
Plano, em cinema, é um trecho de filme rodado ininterruptamente, ou que parece ter sido rodado sem interrupção.  É, portanto, um conjunto ordenado de fotogramas ou imagens fixas, limitado espacialmente por um enquadramento (que pode ser fixo ou móvel) e temporalmente por uma duração.  Fotogramas, planos, cenas e sequências constituem uma hierarquia de unidades do produto audiovisual, tanto para o planejamento e realização quanto para a recepção e análise do seu significado.

## O plano na filmagem
No momento da filmagem, o plano inicia-se sempre que a câmara (pt) ou câmera (br) é ligada para a captação de imagens e termina quando ela é desligada. Neste sentido, a noção de plano confunde-se muitas vezes com a de tomada. No entanto, no cinema ficcional, um mesmo trecho narrativo pode ser encenado e filmado várias vezes de um mesmo ponto de vista, constituindo várias tomadas de um mesmo plano. Portanto, na filmagem, cada tomada é uma tentativa de rodar um plano. 
O par de conceitos plano/tomada possui correspondência em outras línguas: shot/take (inglês), plan/prise (francês), plano/toma (espanhol), Einstellung/Take (alemão), etc.

## O plano na montagem
No processo de montagem, partes do início e do final de cada plano rodado são eliminadas, sendo determinada a sua duração definitiva, atendendo a critérios de ritmo e fluência. Um único plano pode ser dividido em trechos menores e dar origem a dois ou mais planos, que serão intercalados com outros dentro de uma cena ou sequência.
Além disso, se foram rodadas várias tomadas de cada plano, o montador deverá escolher qual delas é a melhor, levando em conta critérios de interpretação dos atores, qualidade técnica da fotografia, movimentos de câmara, som, enquadramento, etc. Portanto, na montagem, cada tomada é uma opção de plano. 

## O plano no filme
No filme finalizado, o plano não será mais um trecho inteiro de filme rodado, mas apenas o trecho selecionado pelo montador, eventualmente modificado pelo processo de pós-produção. O plano é então percebido como um trecho de filme situado entre dois cortes.
Por outro lado, no filme pronto o plano não é mais um conjunto de tentativas de filmagem ou de opções de montagem, mas uma única escolha, montada em sequência com os demais planos do filme. No filme pronto, a tomada deixa de existir, ou então torna-se sinônimo de plano. 

## Tipos de planos
Dentre os tipos de planos, leva-se em consideração:
quanto à distância entre a câmera e o objeto filmado (enquadramento)
- Plano geral ou extremamente aberto: mostra uma paisagem ou um cenário completo.
- Plano de conjunto: mostra um grupo de personagens.
- Plano médio: mostra um trecho de um ambiente, em geral com pelo menos um personagem em quadro.
- Plano americano: mostra um único personagem enquadrado não de corpo inteiro (da cabeça até a cintura, ou até o joelho).
- Primeiro plano: mostra um único personagem em enquadramento mais fechado que o plano americano (em muitas situações, o primeiro plano é considerado sinónimo de close-up).
- Plano próximo, grande plano ou close-up (ou apenas close): mostra o rosto de um personagem.
- Plano detalhe: mostra uma parte do corpo de um personagem ou apenas um objecto.

quanto à duração
- Plano relâmpago: dura menos de um segundo, correspondendo quase a um piscar de olhos.
- Plano-sequência: é um plano tão longo que se pode dizer que corresponde a uma sequência inteira do filme.
- Entre esses dois extremos, pode haver planos mais curtos (com duração de uns poucos segundos) ou mais longos (durando um ou vários minutos). Mas é claro que a percepção de um plano como curto ou longo depende não apenas de sua duração, mas também do que acontece no decorrer do plano.

quanto ao ângulo vertical
- Plongê (do francês plongée, "mergulhado") ou Picado: a câmara está posicionada acima do seu objecto, que é visto, portanto, em ângulo superior. No exemplo mais simples, filma-se um personagem colocando-se a câmara acima do nível de seus olhos.
- Contra-plongê ou Contra-picado: a câmara colocada abaixo do objeto faz com que o espectador veja a cena de baixo para cima (por exemplo, abaixo do nível do olhar do personagem).
- Zenital (ou plongê absoluto): a câmara é colocada no alto do cenário, apontando diretamente para baixo. Seu nome provém da palavra zênite, que é o ponto central do céu quando olhamos diretamente para ele.
- Contra-zenital (contra-plongê absoluto): a câmara aponta diretamente para cima.

quanto ao ângulo horizontal
- Frontal: é o plano em que a câmara filma o personagem ou objeto de frente.
- Lateral (ou de perfil): o personagem é visto de lado.
- Traseiro: o personagem é visto por trás.
- Plano de ¾: ângulo intermediário entre o frontal e o lateral (assim chamado porque mostra aproximadamente ¾ do rosto do personagem).
- Plano de 1/4: ângulo intermediário entre o lateral e o traseiro.

quanto ao movimento
- Plano fixo: é aquele em que a câmara permanece fixa, sobre o tripé ou outro equipamento adequado, ainda que haja movimento interno no plano, de personagens, objectos, veículos, etc.
- Panorâmica: é o plano em que a câmara, sem se deslocar, gira sobre seu próprio eixo, horizontal ou verticalmente. A panorâmica vertical às vezes é chamada de "tilt". Uma panorâmica muito rápida é chamada de "chicote".
- Travelling: é o plano em que a câmara se desloca, horizontal ou verticalmente, aproximando-se, afastando-se ou contornando os personagens ou objectos enquadrados, sendo para isso utilizado algum tipo de veículo (carrinho), sobre rodas ou sobre trilhos, ou com a câmara na mão ou ainda com algum tipo de estabilizador.
- Zoom: é um movimento aparente de aproximação (zoom in) ou de afastamento (zoom out) em relação ao que é filmado, provocado por uma manipulação das lentes da câmara, sem que a câmara em si execute qualquer deslocamento ou rotação.